# Marienheide
Marienheide is een gemeente in de Duitse deelstaat Noordrijn-Westfalen, gelegen in het Oberbergischer Kreis. Marienheide telt 13.443 inwoners (31 december 2020) op een oppervlakte van 54,99 km².

## Afbeeldingen

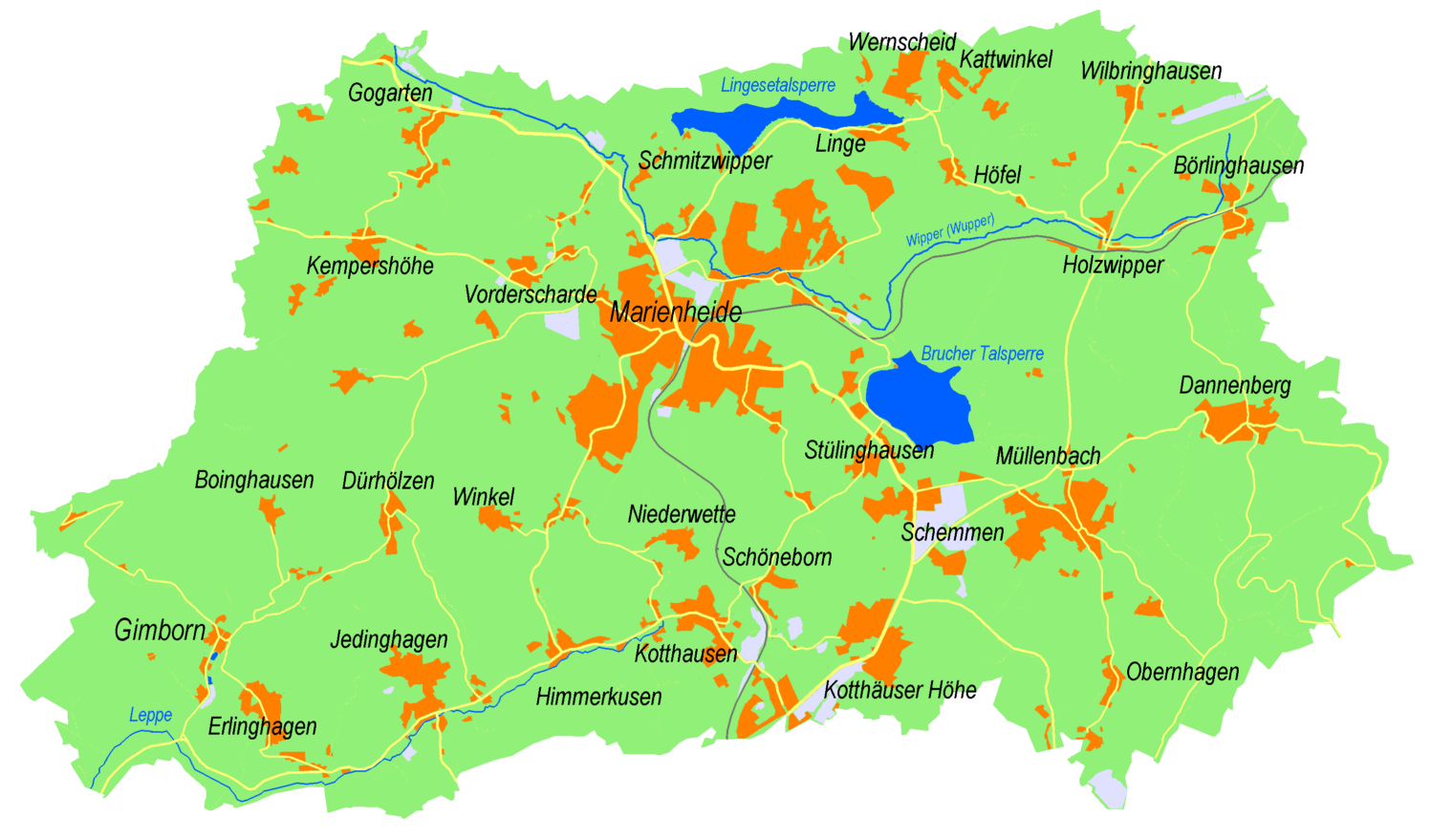
dorpen van Marienheide
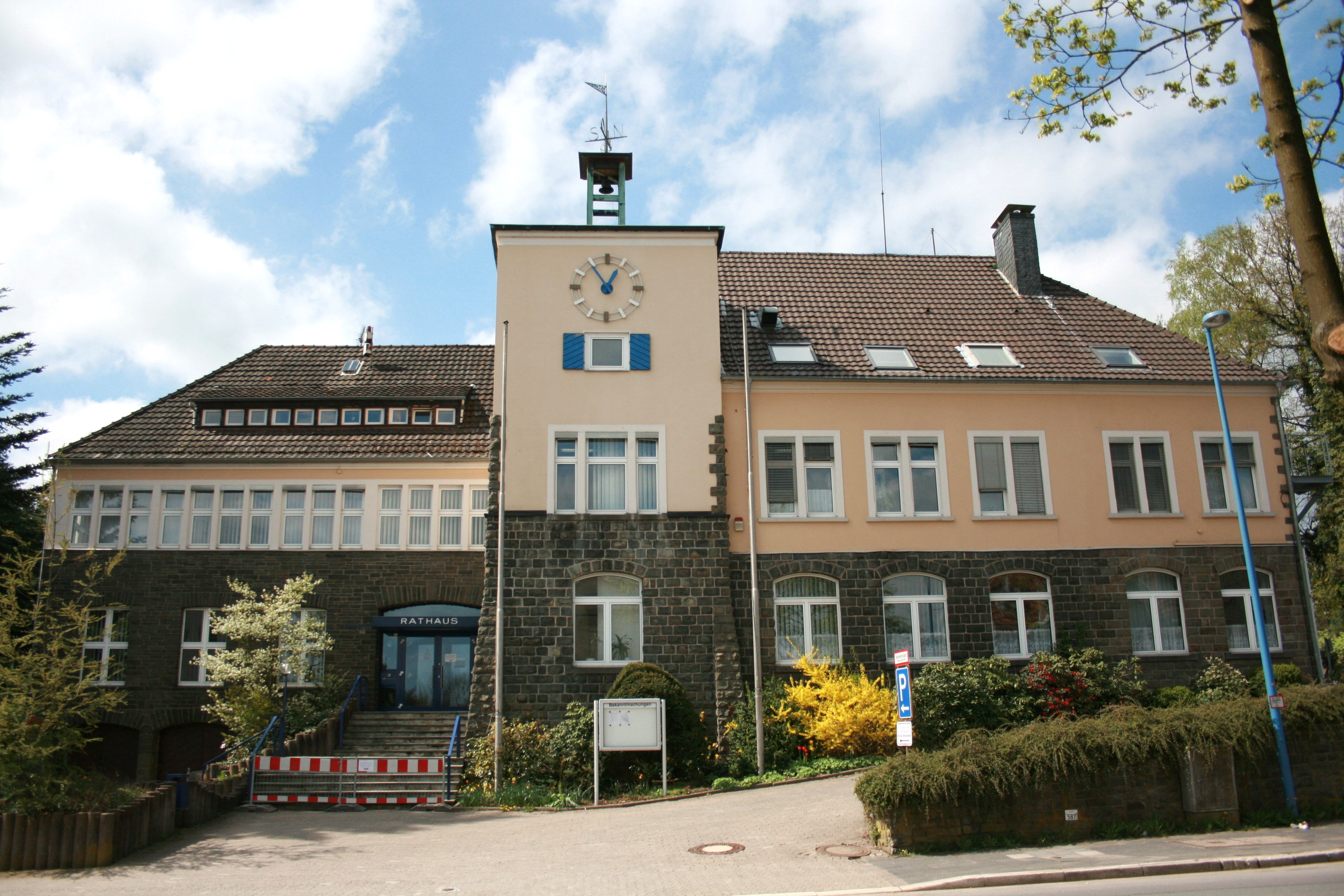
Gemeentehuis
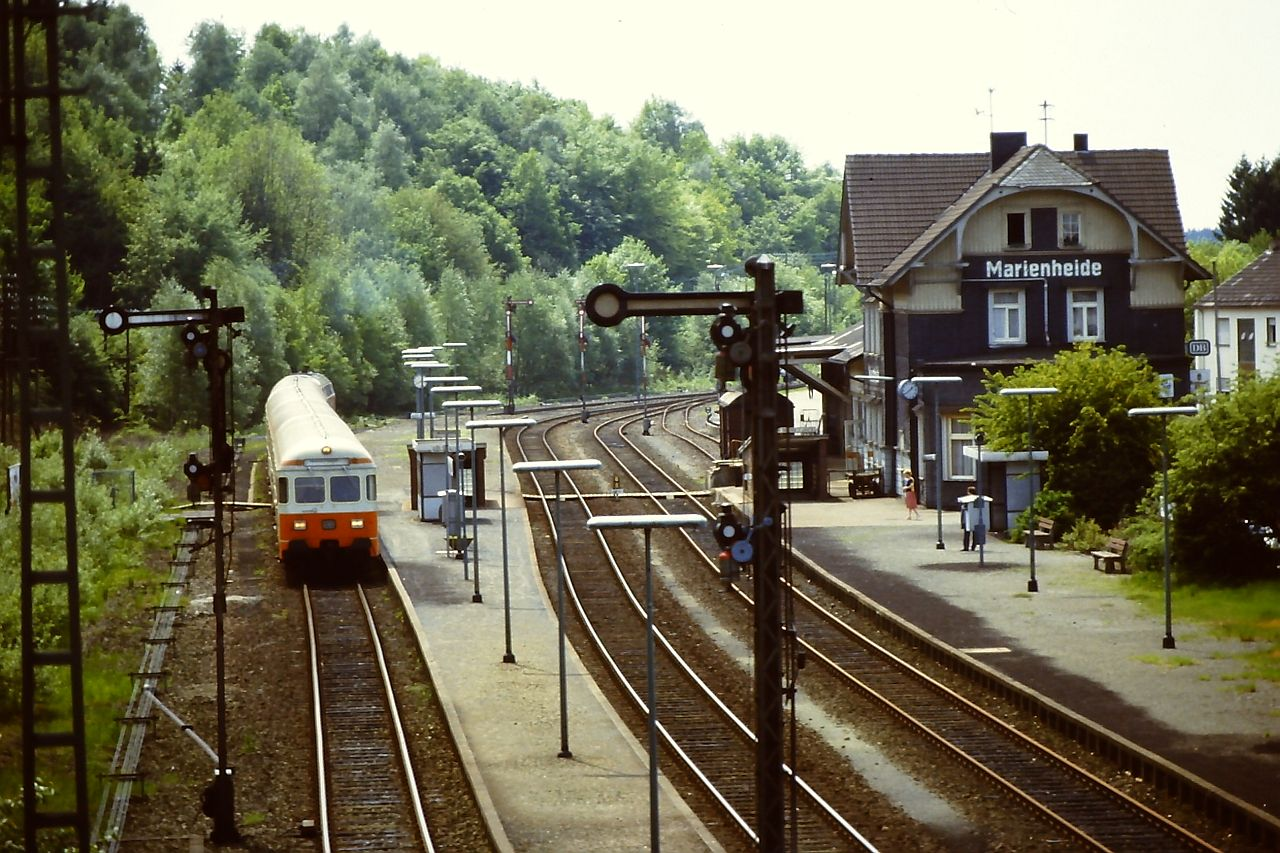
Station Marienheide, 1986
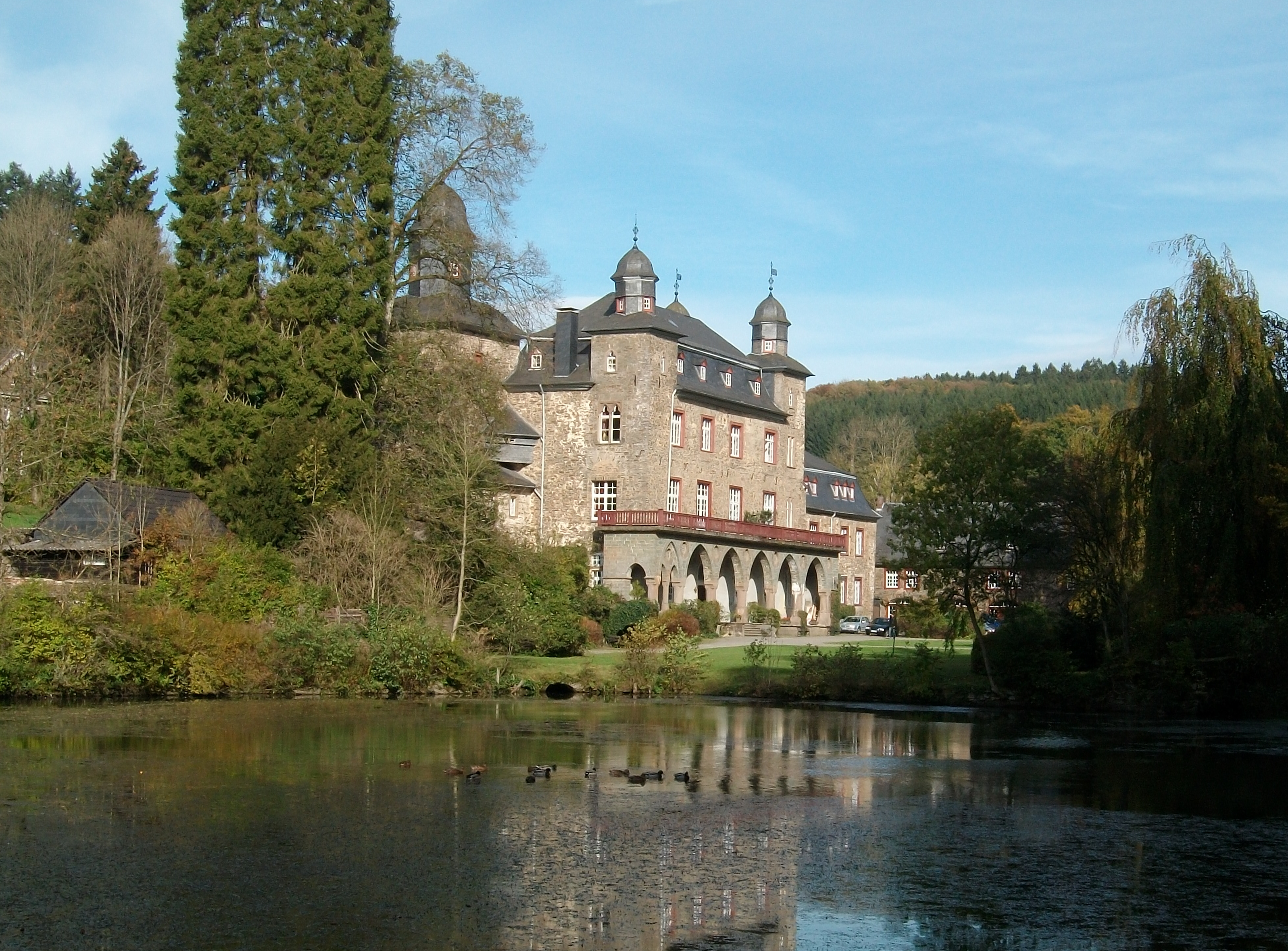
Schloss Gimborn

Bergneustadt · Engelskirchen · Gummersbach · Hückeswagen · Lindlar · Marienheide · Morsbach · Nümbrecht · Radevormwald · Reichshof · Waldbröl · Wiehl · Wipperfürth